# مدرسة أمامية
مدرسة أمامية هي مدرسة تاريخية تعود إلى القرن الثامن الهجري، وتقع في أصفهان.